# Christian Stahl
Christian Stahl (nascido em 24 de maio de 1983) é um ciclista olímpico estadunidense. Representou sua nação na prova de perseguição por equipes nos Jogos Olímpicos de Verão de 2004.